# Windmotor Uitwellingerga 1
De Windmotor Uitwellingerga 1 is een poldermolen ten oosten van het Friese tweelingdorp Oppenhuizen/Uitwellingerga, dat in de Nederlandse gemeente Súdwest-Fryslân ligt.

## Beschrijving
Deze molen is een maalvaardige Amerikaanse windmotor van het type Herkules Energie, die werd vervaardigd bij de Vereinigte Windturbine Werke AG in Dresden. Hij heeft een windrad van 21 bladen en een diameter van 6 meter en is in Nederland de enige overgebleven windmotor in deze uitvoering. De molen bemaalt sinds 1929 aan de Doltesloot de Geeuwpolder, een zomerpolder ten oosten van Oppenhuizen, tegenwoordig een natuurgebied dat eigendom is van Staatsbosbeheer. Deze wordt ook bemalen door de iets noordelijker gelegen Windmotor Uitwellingerga 2 en door de Geeuwpoldermolen, een spinnenkopmolen die aan de westzijde van de Geeuwpolder staat. De windmotor is een rijksmonument en eigendom van het Wetterskip Fryslân. Hij is niet geopend voor publiek.